# Peter Carruthers
Pour les articles homonymes, voir Carruthers.
Peter Carruthers, né le 22 juillet 1959, est un ancien patineur américain. Sa partenaire en couple était sa sœur Kitty avec laquelle il a été plusieurs fois champion des États-Unis et remporté une médaille olympique.
Il est, aujourd'hui, commentateur de patinage artistique à la télévision américaine.

## Palmarès
Avec sa partenaire Kitty Carruthers
| Compétitions principales    | 1978    | 1979    | 1980    | 1981    | 1982    | 1983    | 1984    |  |  |  |  |  |  |  |
| Jeux olympiques d'hiver     |         |         |         | 5e      |         |         | 2e      |  |  |  |  |  |  |  |
| Championnats du monde       |         |         |         | 7e      | 5e      | 3e      | 4e      |  |  |  |  |  |  |  |
| Championnats des États-Unis | 8e      | 7e      | 2e      | 1er     | 1er     | 1er     | 1er     |  |  |  |  |  |  |  |
|                             |         |         |         |         |         |         |         |  |  |  |  |  |  |  |
| Autres Compétitions         | 1977/78 | 1978/79 | 1979/80 | 1980/81 | 1981/82 | 1982/83 | 1983/84 |  |  |  |  |  |  |  |
| Skate America               |         |         | 2e      |         | 2e      |         | 1er     |  |  |  |  |  |  |  |
| Trophée NHK                 |         |         |         |         | 1er     |         |         |  |  |  |  |  |  |  |
|                             |         |         |         |         |         |         |         |  |  |  |  |  |  |  |